# Oneški zaljev
Oneški zaljev (rus. Онежская губа, Онежский залив) nalazi se u Republici Kareliji i Arhangelskoj oblasti u sjeverozapadnoj Rusiji, zapadno od grada Arhangelska. To je najjužniji od četiri velika zaljeva i zaljeva Bijelog mora, a ostali su Dvinski zaljev, Mezenski zaljev i Kandalakški zaljev. Površina zaljeva je 6630 km2. Zaljev Onega dug je 185 m, a širok 50 - 100 km. Prosječna dubina zaljeva je 16 metara, a najveća dubina je 36 metara. Zaljev se zimi smrzava.
U zaljev se ulijevaju rijeke Onega, Kem i Vig. Zaljev ima brojne otoke. Solovecki otoci, koji su najveći i najpoznatiji, nalaze se na ulazu u zaljev i odvajaju ga od glavnog dijela Bijelog mora. Duž zapadne obale nalaze se stotine malih otoka ( rus. луда). Najveći od njih su Šujostrov, Ruski Kuzov, Myagostrov, Kondostrov i Sumostrov. Skupina otoka oko otoka Kondostrova zajednički je poznata kao Sumski otoci. Između Sumskih otoka i Soloveckog otoka, na otvorenom moru, nalazi se arhipelag koji se sastoji od otoka Bolshoy Zhuzhmuy i otoka Maly Zhuzhmuy. Na zapadnoj obali zaljeva nalazi se grad Belomorsk i izlaz Bijelomorsko-Baltičkog kanala. S istoka je zaljev ograničen Oneškim poluotokom. Na jugoistoku, grad Onega nalazi se blizu obale zaljeva.
Administrativno se obala i otoci dijele između Kemskog i Belomorskog rajona Republike Karelije, te Oneškog, Primorskog i Soloveckog rajona Arhangelske oblasti. Većina manjih otoka, uključujući sve Sumske otoke, pripadaju Belomorskom rajonu.

## Naseljevanje
Obalu Oneškog zaljeva naseljavaju Rusi (Novgorodci, čiji su potomci Pomorci) tek u 12. stoljeću. Iz tog vremena poznato je selo Soroki, danas Belomorsk. Većina sela na obali Oneškog zaljeva, kao što su Purnema ili Unežma (sada napušteno), su stara pomorska sela, mnoga od njih još uvijek ovise o ribarstvu.

## Turizam
Solovecki otoci nalaze se na popisu svjetske baštine, a prema otocima je intenzivan putnički pomorski promet, uglavnom iz Kema i Belomorska. Također postoje redovite, ali rijetke putničke veze između Arhangelska i sela na Oneškom poluotoku.

## Vanjske poveznice
|  | Zajednički poslužitelj ima još gradiva o temi Oneški zaljev |